# Konvention von Tauroggen

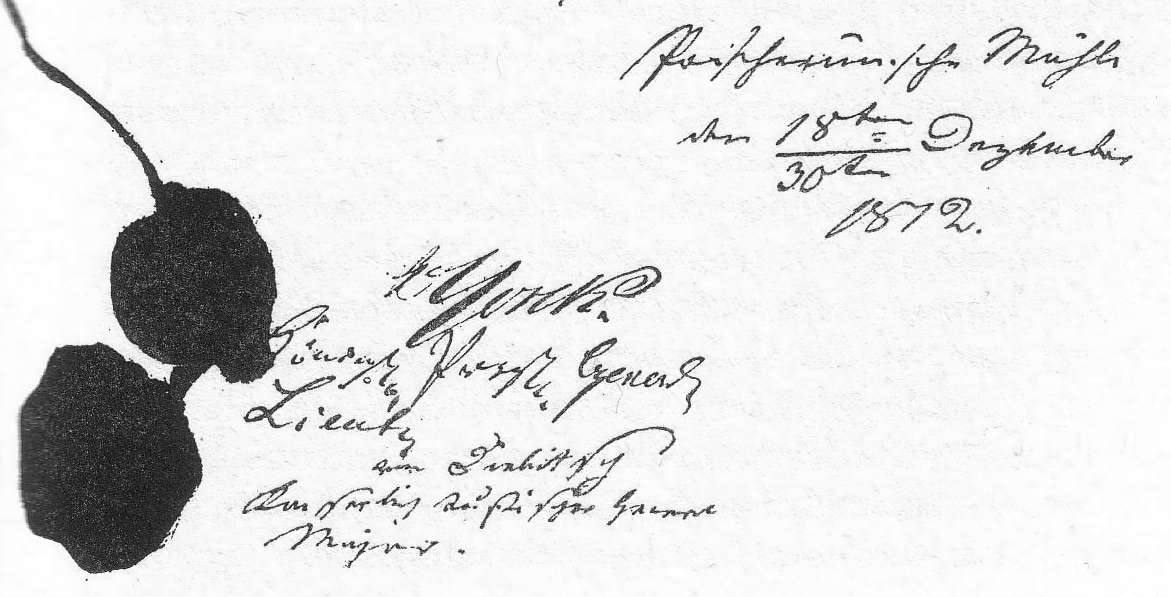
Die Unterschriften von Yorck (Königlich Preuß. General Lieutn.) und Diebitsch (Kaiserlich Russischer General Major) unter der Konvention von Tauroggen vom 30. Dezember 1812

Die Konvention von Tauroggen war ein Waffenstillstand, den am 30. Dezember 1812 der preußische Generalleutnant Johann David Ludwig von Yorck und der russische Generalmajor Hans Karl von Diebitsch bei Tauroggen während des Russlandfeldzugs von 1812 abschlossen. 
Mit dem Waffenstillstand trat Preußen aus dem erzwungenen Bündnis mit Napoleon aus, um sich Russland anzuschließen. Der Waffenstillstand wurde damit zur Voraussetzung der künftigen Befreiungskriege. Anteil am Zustandekommen dieser Vereinbarung hatten der in russische Dienste gewechselte, vormals preußische Major Carl von Clausewitz und der Generalgouverneur von Livland und Kurland in Riga, Generalleutnant Filippo Paulucci.
König Friedrich Wilhelm III. von Preußen missbilligte die Konvention zunächst und gab Befehl, Yorck zu verhaften und vor ein Kriegsgericht zu stellen; nachdem ihm die Niederlage Napoleons in Russland jedoch in ganzem Umfang bekannt geworden war und die Entwicklung in Preußen seinen General bestätigt hatte, erhielt Yorck die ihm gebührende Anerkennung. Den diplomatischen Hintergrund bildete das Bekenntnis des Zaren Alexander I. von Russland im Rescript vom 6. Dezember 1812 zu einem Bündnis mit Preußen.

## Hintergrund
Infolge der verlorenen Schlacht bei Jena und Auerstedt erlitt Preußen „eine Gebietsreduktion um die Hälfte“. Der Schock führte zu Veränderungen auf allen Ebenen: „Reformiert und für kommende Krisen prädisponiert zugleich trat Preußen […] in eine neue Phase kriegerischer Prüfungen ein.“
Aufgrund seiner Bündnisverpflichtungen gegenüber Napoleon im Russlandfeldzug von 1812 stellte Preußen ein Truppenkontingent, um im Rahmen des 10. Korps des französischen Marschalls Jacques MacDonald die Nordflanke der in Richtung Moskau vorstoßenden Grande Armée zu sichern. MacDonald war während des Feldzuges bis nach Riga und an die Düna in Kurland vorgedrungen, aber weder wurde die Eroberung der Stadt nachhaltig betrieben, noch wurden Initiativen unternommen, um den Rückzug von Napoleons Truppen zu erleichtern. Die Führung des preußischen Korps hatte seit dem 20. August 1812 General Yorck.
Am 10. November 1812 ersetzte Alexander den Generalgouverneur von Livland und Kurland Magnus Gustav von Essen durch Paulucci, der bei ihm in hoher Gunst stand, und den er im Vorhaben bestärkte, mit General Yorck in Kontakt zu treten. Es kam zwischen Alexander und Paulucci sowie zwischen dem Gouverneur und Yorck zu einem Briefwechsel. „So [knüpfte] der russische General-Gouverneur von Liv- und Kurland, Marquis Philipp Paulucci, jene Verbindung mit Yorck [an], welche die Tauroggener Convention zur Folge hatte ...“

## Vorgeschichte der Konvention

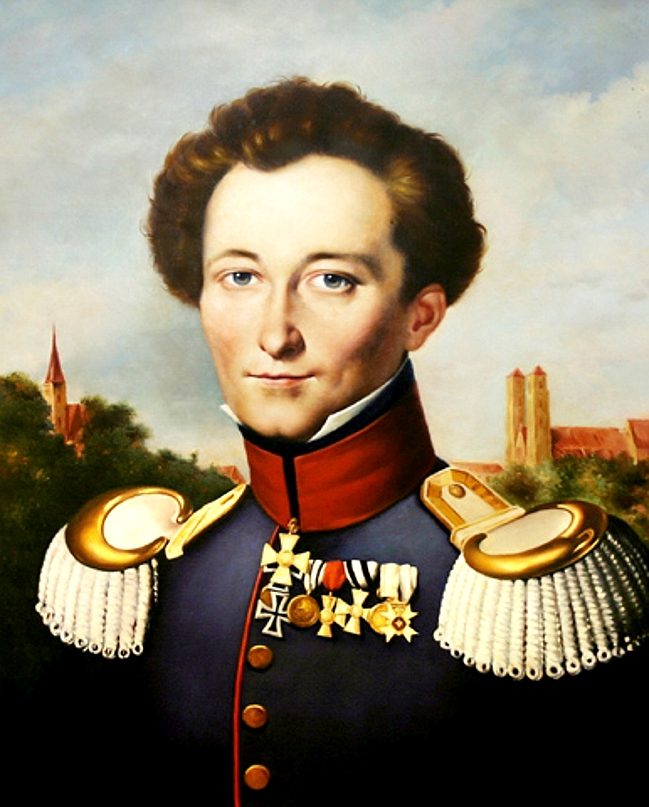
Carl von Clausewitz

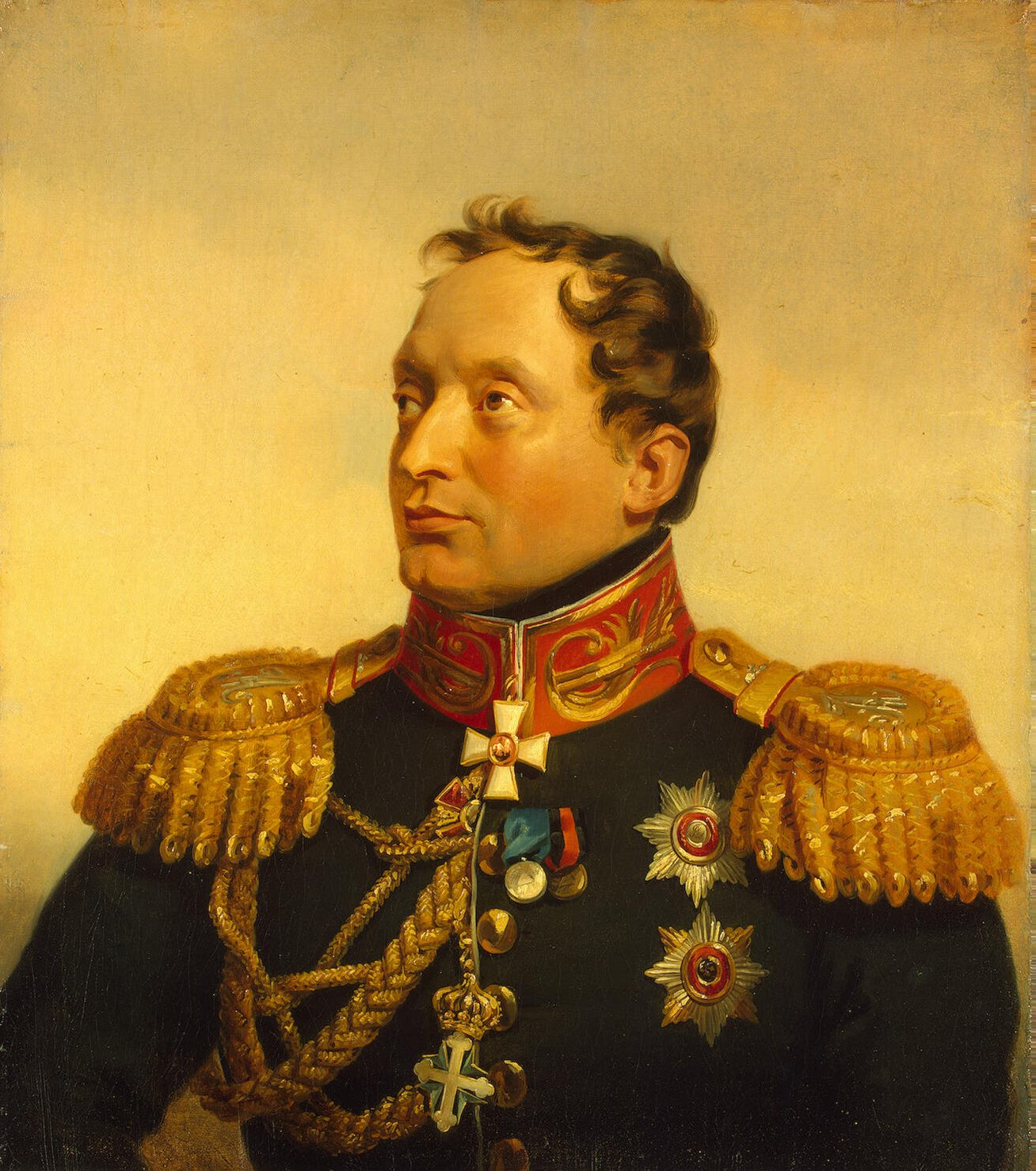
Filippo Paulucci

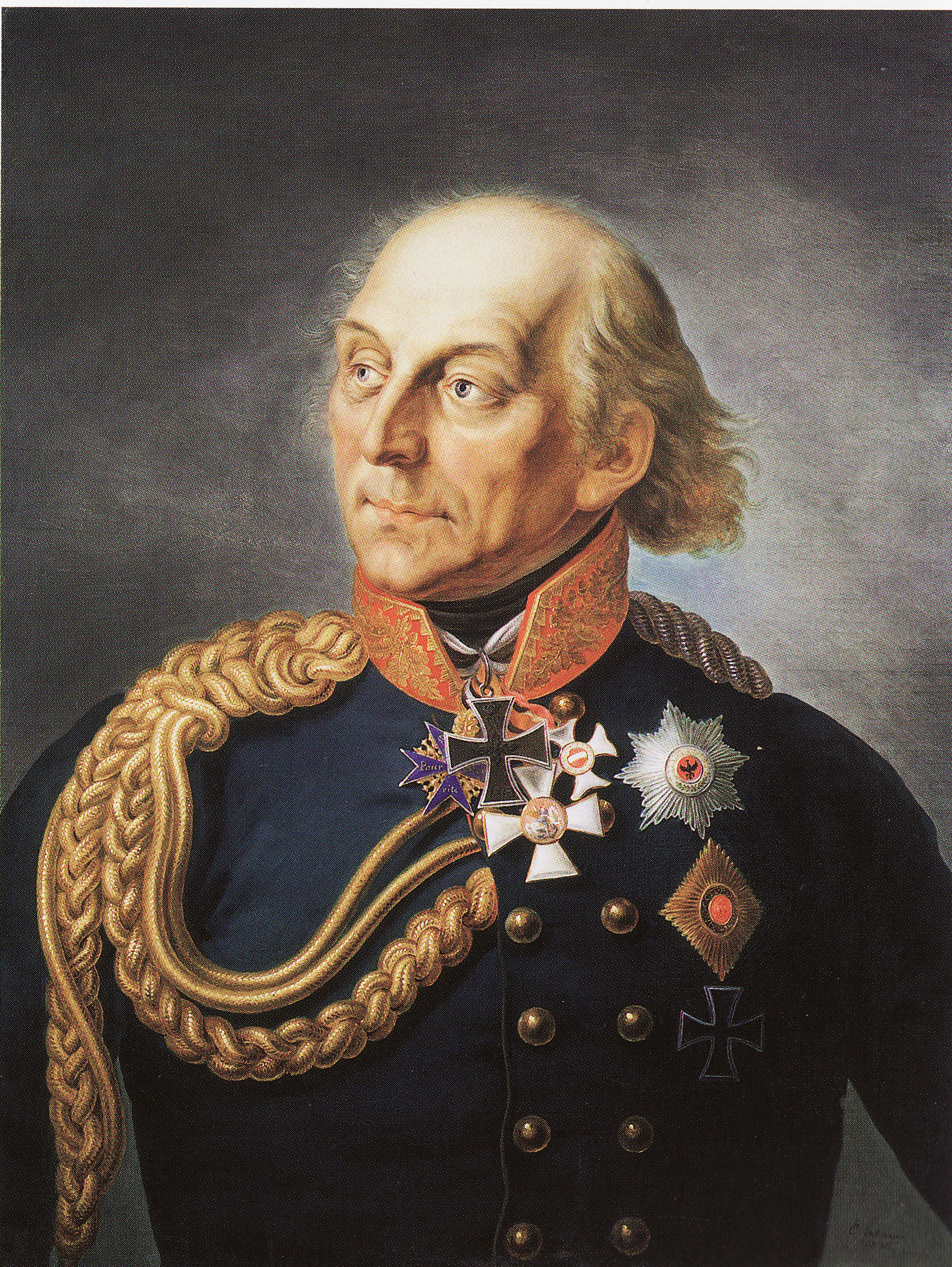
Johann David Ludwig von Yorck

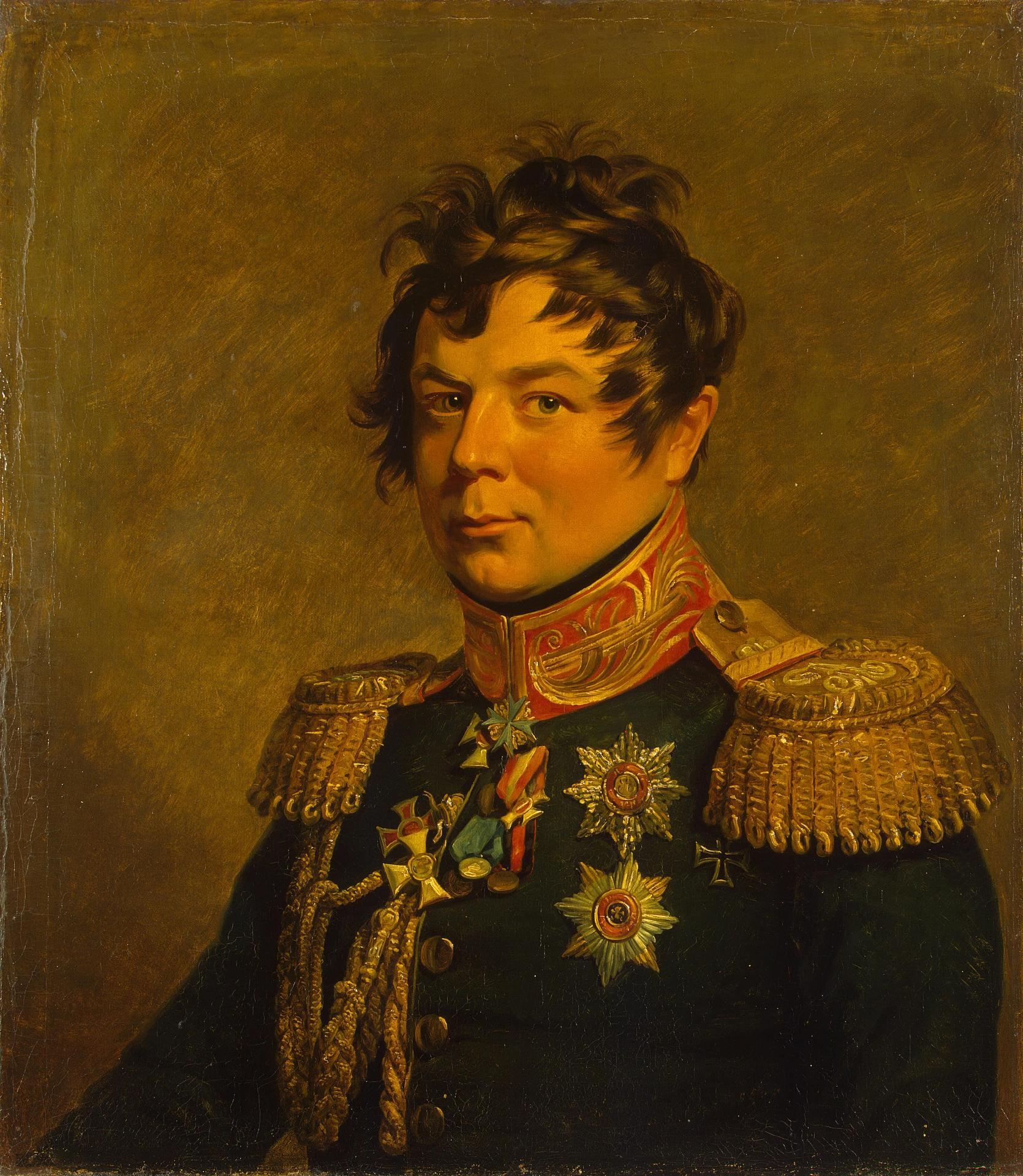
Hans Karl von Diebitsch

Bevor Alexander die genauen Bedingungen für den Abschluss seinem Unterhändler Paulucci mitteilte und diesen persönlich zu Verhandlungen mit Yorck ermächtigte, verstrich jedoch einige Zeit. Diese wurde von dem Gouverneur zum Briefkontakt genutzt, der von einer geschickten Informationspolitik begleitet wurde. Paulucci hatte sich den deutschen Verleger Garlieb Merkel verpflichtet, dessen Zeitung Der Zuschauer in Riga regelmäßig Lageberichte und russische Bulletins über die Kriegsereignisse abdruckte. Der preußische General Yorck, der von seinen französischen Verbündeten nicht über die militärische Lage unterrichtet wurde, war über diesen Kontakt somit besser informiert als selbst der von einem Großteil seiner Truppen abgeschnittene Napoleon oder gar König Friedrich Wilhelm III. in Berlin, der diese Informationen erst über die Weitersendung durch Yorck erhielt.
Durch diese regelmäßig eintreffenden Informationen, für die Yorck sich ausdrücklich bedankte, besaß er ein klares Bild von der katastrophalen Lage der französischen Armee und ihrer Verbündeten.
Paulucci hatte Yorck schon in einem Schreiben vom 1. Dezember Vorschläge gemacht, doch besaß er noch am 7. Dezember – als er dem Preußen ein Treffen vorschlug – keine Instruktionen von Alexander, obwohl er diesen bereits am 26. November um eine Vollmacht gebeten hatte. So schickte Yorck mit diesen noch vagen Informationen seinen Adjutanten, Major Seydlitz, am 5. Dezember nach Berlin, um den König von den angebotenen Verhandlungen zu unterrichten und von ihm Handlungsanweisungen zu erhalten. Die Absendung von Seydlitz teilt Yorck Paulucci am 8. Dezember mit.
Nachdem Paulucci am 30.jul. / 12. Dezembergreg. seine Bitte um Vollmacht an Alexander wiederholt hatte, antwortete ihm der Zar am 6.jul. / 18. Dezembergreg. mit dem Rescript.

### Reskript des Zaren
„Ihre Depesche vom 30. November, General, habe ich mit Interesse gelesen und ich kann ihre an den General Yorck gerichteten Erwägungen nur ebenso vollständig billigen wie die Handlungsweise, die Sie in dieser wichtigen Angelegenheit verfolgt haben. Es wäre möglich, daß dieser General nach Rückkehr seines Couriers aus Berlin den Wunsch ausspräche, meine Absichten bezüglich der dem Könige von Preußen zu bietenden Vortheile, für den Fall, dass derselbe mit mir gemeinsame Sache machte – im Einzelnen kennenzulernen. Antworten Sie ihm in diesem Falle, daß ich mit diesem Fürsten einen Vertrag abzuschließen bereit bin, in dem ich mich vertragsmäßig verpflichten würde, die Waffen nicht niederzulegen, solange es mir nicht gelungen ist, für Preußen eine Territorialvergrößerung zu erlangen, die durch ihre Ausdehnung beträchtlich genug ist, um es unter den europäischen Mächten wieder den Platz einnehmen zu lassen, den es vor dem Kriege von 1806 besessen hat. Ich ermächtige Sie, dem General Yorck diese Eröffnung je nach ihrem Ermessen mündlich oder schriftlich zu machen; Sie müssen aber daran festhalten, die Tragweite des hier Gesagten nicht weiter auszudehnen.“

Der Text des Rescripts wurde 2013 im Katalog der Ausstellung „Und Frieden aller Welt gebracht – Russisch-Preußischer Feldzug 1813–1814“ in der Russischen Botschaft in Berlin aus russischer Quelle dargestellt: 

„... das Reskript von Alexander I. an den General-Gouverneur von Riga, F.O. Paulucci, in dem ihm befohlen wird, General Yorck, dem Befehlshaber des preußischen Korps in Napoleons Armee, mitzuteilen, dass das Russische Kaiserreich im Falle des Übergangs Preußens auf die russische Seite die Waffen so lange nicht niederlegen werde, bis Preußen in den Grenzen von 1806 wiederhergestellt sei.“

### Verhandlung der Konvention
Das Rescript Alexanders legte Paulucci seinem Brief vom 22. Dezember an Yorck bei, den dieser durch den Grafen Dohna am 25. Dezember zu Kiaukalek erhielt.
„Paulucci hat diesen Brief in Doblen bei Mitau geschrieben, (das von Kiaukalek nur einige Meilen entfernt ist).“ [Klammersetzung im Original] Julius Eckhardt schreibt, dass Yorck „bei seinem Aufbruche aus Mitau [am 20. Dezember 1812] die völlig verabredete und entworfene Convention mit sich nahm“ und mit seinen Truppen die Stadt verließ. Zwei Tage später trennten sich die Preußen von MacDonald. Sie „durchzogen Kurland mit der äußersten Langsamkeit, […] denn jenseits [der preußischen Grenze] wäre kein Anlaß mehr zum Abschluß der Convention gewesen“. Zudem wollte Yorck die Rückkehr seines Adjutanten, des Majors von Seydlitz, aus Berlin mit einer Nachricht von König Friedrich Wilhelm abwarten.
Vorausgegangen war diesem Aufbruch ein Konflikt mit dem französischen Oberbefehlshaber MacDonald über Versorgungsangelegenheiten beim preußischen Korps, die bei Yorck, der sich ungerecht und benachteiligt behandelt vorkam, großen Unwillen erregten, und der auch mit den sich anschließenden formalen Höflichkeiten nicht mehr zu beseitigen war.
Der Rückmarsch selbst erfolgte auf Druck des russischen Generals Wittgenstein, der sich der Region näherte, und aufgrund der Nachricht, dass rückwärtig in Preußen Teile der französischen Armee und auch russische Einheiten eintrafen. Als Ziel aller getrennt marschierenden preußischen und französischen Korps wurde am 24. Dezember Tauroggen vereinbart. Alle Truppenbewegungen waren unter den herrschenden winterlichen Bedingungen und den schlechten Wegverhältnissen äußerst mühselig.
Paulucci besetzte mit seinen Truppen schon am 21. Dezember 1812 morgens um 2 Uhr Mitau und beauftragte seinen General Löwis, den beiden Yorckschen Korps zu folgen – er selbst wandte sich nach Memel, wo Yorck erwartet wurde, um die dortige preußische Garnison zur Übergabe zu zwingen, was ihm am 28. Dezember gelang. Er verlor dadurch jedoch den unmittelbaren Kontakt mit Yorck, dessen zweites Korps unter General von Kleist mittlerweile unerwartet mit den Truppen von Diebitsch in Berührung gekommen war. Von Kleist „benutzte .. die Bereitwilligkeit des russischen Generals zu parlamentiren ...“ Mit den Truppen MacDonalds kam es nun zu keiner Vereinigung mehr, da dieser sich hinter der Memel verschanzt hatte und nicht mehr nach Tauroggen kam, wo Yorck mit seinen Korps am 28. Dezember eintraf. Im Besitz des Rescripts von Alexander, das General Yorck am 25. Dezember in Kiauklek durch den Grafen Dohna erhielt (diesem übergeben am 22. Dezember vom Marquis Paulucci), konnte Yorck in Tauroggen nun mit Diebitsch verhandeln.
Clausewitz, der Unterhändler von Diebitsch, verhandelte in der Nacht vom 28. auf den 29. Dezember mit Yorck, dem wichtig war, „daß er abgeschnitten erscheine ...“ Diesen Gefallen taten ihm die russischen Generäle – am Nachmittag des 29. Dezember brachte Clausewitz ...

„Briefe, aus denen hervorging, daß Wittgensteins Armee bis jenseits Tilsit vorgedrungen war, daß die Preußen auch nach Nowoje-Mesto hin vollständig abgeschnitten, daß mithin die geforderten Bedingungen zum Abschluß einer Convention erfüllt seien. Jetzt sprach Yorck sein entscheidendes ‚Ihr habt mich!‘ und man vereinbarte den Abschluß der Convention auf den folgenden Tag.“

Für Paulucci als Verhandlungspartner Yorcks war es nun zu spät.
Am selben Tag – den 29. Dezember – traf auch von Seydlitz aus Berlin kommend in Tauroggen ein.

### Haltung des Königs
Seydlitz,

„am 13.sten in Berlin angekommen, hatte erst in der Nacht zum 21.sten seine Abfertigung zur Rückreise erhalten. Bei seinem Abgange war die völlige Auflösung der französischen Armee in Berlin noch nicht bekannt und eben so wenig kannte man schon mit Zuverlässigkeit die Entschließungen des Wiener Kabinetts, ohne deren Kenntniß aber keine feste Basis der einzuleitenden Unterhandlungen aufzustellen war. Nur soviel erfuhr General Yorck, daß der König entschlossen sey: das von Napoleon so vielfach verletzte Bündnis aufzuheben, so bald sich die andern politischen Verhältnisse des Staates nur erst näher aufgeklärt haben würden. General Yorck kannte dadurch wenigstens im Allgemeinen die Gesinnungen des Königs, seines Herrn.“

Friedrich Wilhelms Antwort war Ausdruck seiner politischen Verantwortung für Preußen. Im Zeitraum, in dem Yorcks Adjutant Seydlitz in Berlin war – vom 13. Dezember bis zu seiner Rückreise ab 21. Dezember 1812 – war Napoleon unterwegs nach Paris (er traf dort am 18. Dezember 1812 ein) und hatte damit seine Handlungsfähigkeit wiedergewonnen. Er hatte an seine Verbündeten Forderungen nach neuen Truppenzuführungen gestellt. Unter diesen Voraussetzungen ist es wahrscheinlich, dass Friedrich Wilhelm es nicht wagen konnte, einer Vereinbarung preußischer mit russischen Truppen ausdrücklich zuzustimmen: „... der König [konnte] unter dem Druck der Verhältnisse nicht anders, als sie öffentlich mißbilligen.“

## Abschluss der Konvention

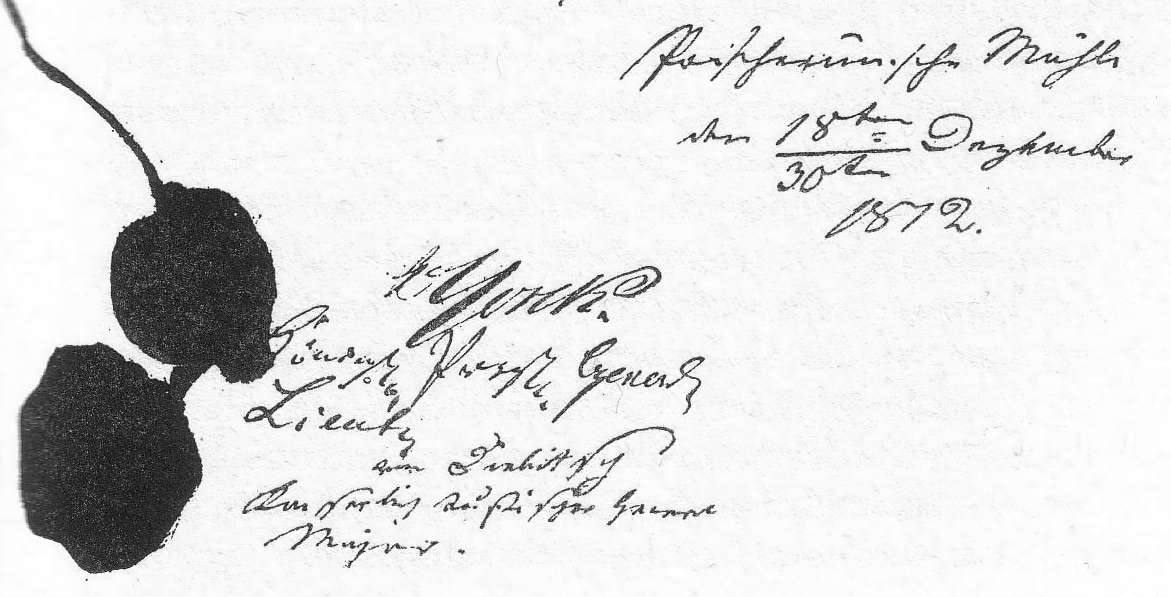
Unterschriften von Yorck und Diebitsch unter der Konvention von Tauroggen

So schloss Yorck am 30. Dezember 1812 in der Poscheruner Mühle, etwa drei Kilometer südwestlich von Tauroggen, auf russischem Gebiet unweit der Grenze zu Preußen, eigenständig einen Waffenstillstand zwischen dem preußischen Hilfskorps und der russischen Armee. Die preußischen Truppen wurden ab sofort für neutral erklärt, bis der König weitere Anordnungen treffen würde.
Die wichtigen Bestimmungen im Wortlaut:
- Artikel 1. Das preußische Korps besetzt den Landstrich innerhalb des königlichen Territoriums längs der Grenze von Memel […] nach Tilsit; […] das kurische Haff schließt an der anderen Seite dieses Territorium, welches während der preußischen Besetzung als völlig neutral erklärt und betrachtet wird.
- Artikel 2. In diesem in vorstehendem Artikel bezeichneten Landstrich bleibt das preußische Korps bis zu den eingehenden Befehlen Sr. Majestät des Königs von Preußen stehen, verpflichtet sich aber, wenn Höchstgedachte Se. Majestät den Zurückmarsch des Korps zur französischen Armee befehlen sollte, während eines Zeitraums von zwei Monaten, vom heutigen Tage angerechnet, nicht gegen die kaiserlich=russische Armee zu dienen.
- Artikel 3. Sollten sich Se. Majestät der König von Preußen oder Se. Majestät der Kaiser von Rußland die allerhöchste Beistimmung versagen, so soll dem Korps ein freier ungehinderter Marsch auf dem kürzesten Wege, dahin wo Seine Majestät der König bestimmen, freigestellt bleiben.
- Artikel 4. [Regelungen zu Eigentum des Korps und Nachschub]
- Artikel 5. [Truppen und Administrationen, die sich der Konvention anschliessen wollen, stehen unter Yorcks Kommando]
- Artikel 6. [Künftige preußische Gefangene werden in die Konvention mit eingeschlossen]
- Artikel 7. [Das preußische Korps kann seine Verpflegung selbst regeln]
Poscherunsche Mühle. den 18./30. Dezember 1812.
Unterzeichner: von Yorck, von Diebitsch.[18]

## Folgen der Konvention

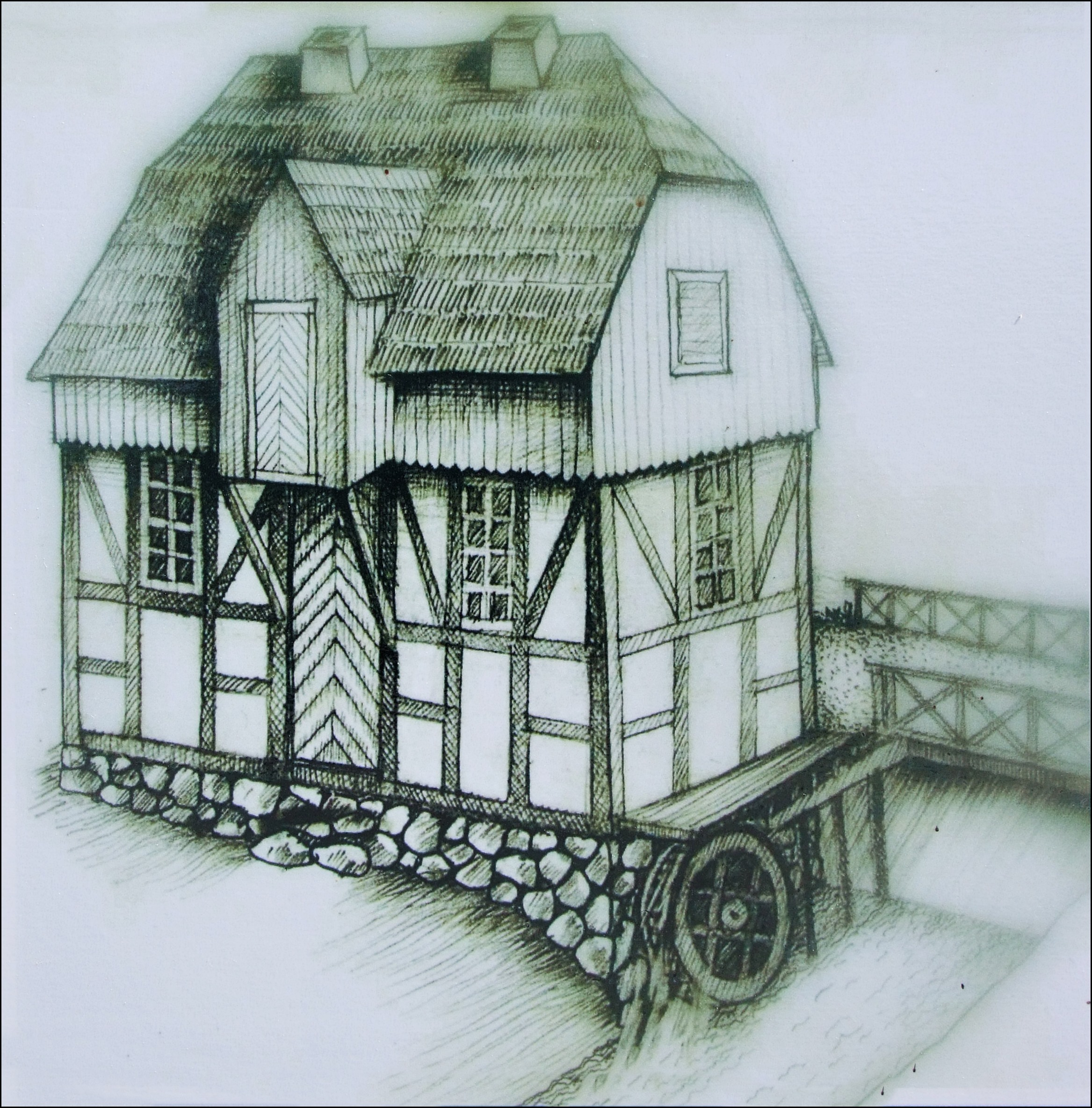
Zeichnung der ehemaligen Poscheruner Mühle

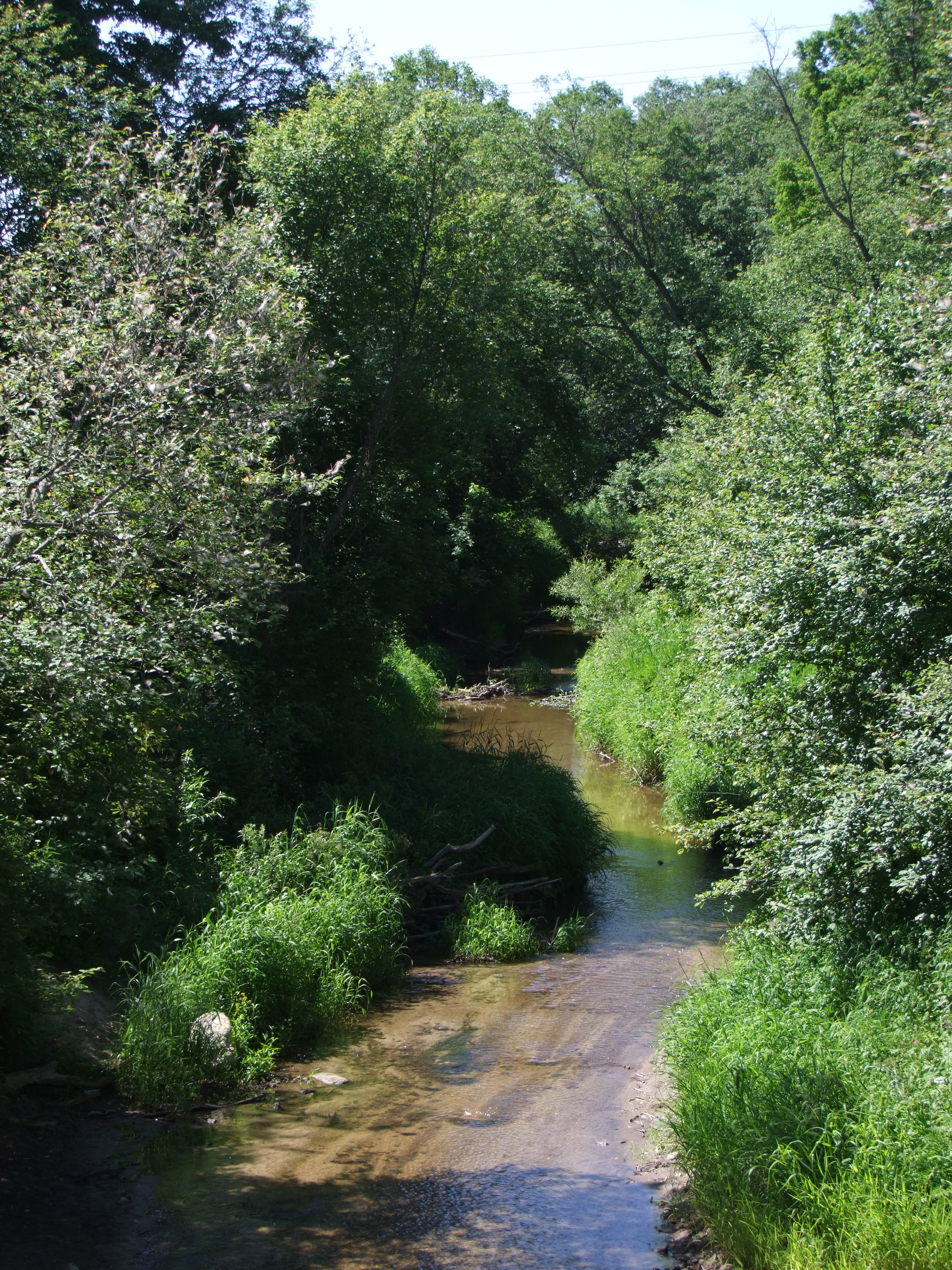
Standort der ehemaligen Poscheruner Mühle

„Die Vereinbarung war […] ein diplomatischer Erfolg Alexanders I.“ Er hatte Yorck ein großzügiges Angebot übermittelt und konnte auch davon ausgehen, dass dieser es seinem König zur Kenntnis bringen würde. Die Zusage Alexanders, die im Hintergrund bleiben musste, beugte einer durch die Bündnisverpflichtungen mit Napoleon angelegten Eskalation zwischen Preußen und Russen vor und bewirkte die zügige Beendung von Feindseligkeiten. Die Folgen der formal unbedeutend scheinenden Abmachung ahnte wohl auch Napoleon, denn er sagte zu dem ihm die Nachricht überbringenden preußischen Abgeordneten: „‚Der Abfall des General Yorcks kann die Politik von Europa verändern‘ und [ließ] auf der Stelle von seinem Senat 350.000 Rekruten fordern.“
Zunächst war der Marquis Paulucci verärgert darüber, dass ihm die Ehre des Abschlusses der Konvention, die er vorbereitet hatte, und zu der er und nicht Diebitsch von Alexander ermächtigt worden war, aufgrund der Umstände entging. Paulucci sah aber auch, dass Yorck die Gelegenheit nutzte, von Diebitsch, der unverhofft zu diesem Ruhm kam, bessere Bedingungen herauszuschlagen. Paulucci wurde jedoch von Alexander großzügig honoriert.
Yorck setzte sich zwar dem Vorwurf des Hochverrats aus und riskierte die Todesstrafe; er schrieb daher an seinen König: „Jetzt oder nie ist der Moment, Freiheit, Unabhängigkeit und Größe wiederzuerlangen. Ich schwöre Ew. Königlichen Majestät, dass ich auf dem Sandhaufen ebenso ruhig wie auf dem Schlachtfelde, auf dem ich grau geworden bin, die Kugel erwarten werde.“
Nach Seydlitz schickte Yorck den Major von Thile II. vom Generalstab an König Friedrich Wilhelm III. mit der Meldung von der Konvention und schloss sie:

„Ew. Majestät lege ich willig meinen Kopf zu Füßen, wenn ich gefehlt haben sollte; ich würde mit der freudigen Beruhigung sterben, wenigstens nicht als treuer Unterthan und wahrer Preuße gefehlt zu haben. Jetzt oder nie ist der Zeitpunkt, wo Ew. Majestät sich von den übermüthigen Forderungen eines Alliirten losreißen können, dessen Plane mit Preußen in ein mit Recht Besorgniß erregendes Dunkel gehüllt waren, wenn das Glück ihm treu geblieben wäre. Diese Ansicht hat mich geleitet, gebe der Himmel, daß sie zum Heil des Vaterlandes führt.“

Friedrich Wilhelms zunächst auch offizielle Missbilligung der Konvention bis hin zum Befehl der Absetzung Yorcks und seinem Ersatz durch General von Kleist lag auch in der sehr unübersichtlichen Situation begründet. Die formelle Mitteilung wurde von den Russen blockiert, und von Kleist weigerte sich, an Yorcks Stelle zu treten. Die Lage in Ostpreußen war wochenlang verworren, da sich noch starke französische Truppenkontingente im Lande befanden [so befanden sich Danzig, Königsberg und Pillau noch in französischer Hand], und auch eine russische Besetzung nicht erwünscht war.
Doch hatte Yorck mit seiner „Kapitulation“ von Tauroggen eine Entwicklung ins Rollen gebracht, die sich nicht mehr aufhalten ließ:

„Die Tat des Generals Yorck, der bei einiger Handlungsfreiheit die preußischen Truppen neutralisierte, bereitete den Bündniswechsel vor; die ostpreußischen Stände begannen, von einer breiten patriotischen Bewegung getragen, eine Landwehr aufzustellen. Die in dicken Konvoluten erhaltenen Spendenakten beweisen. daß auch die Landbevölkerung von der neuen politischen Emotion auf breiter Front ergriffen worden ist.“

Die Bewegung gegen die französischen Besatzer führte zum russisch-preußischen Bündnisvertrag von Kalisch, der am 23./24. Februar 1813 unterzeichnet wurde, und in der Folge zu den Befreiungskriegen gegen das napoleonische Frankreich. Schon drei Monate nach dem Abschluss der Konvention von Tauroggen besiegelte der preußische König am 17. März 1813 mit seinem Aufruf An Mein Volk den Abfall Preußens vom erzwungenen Militärbündnis mit Napoleon. Nach der Niederlage Napoleons erhielt Preußen auf dem Wiener Kongreß einen erheblichen Gebietszuwachs.

## Rezeption und Erinnerung

### Denkmal

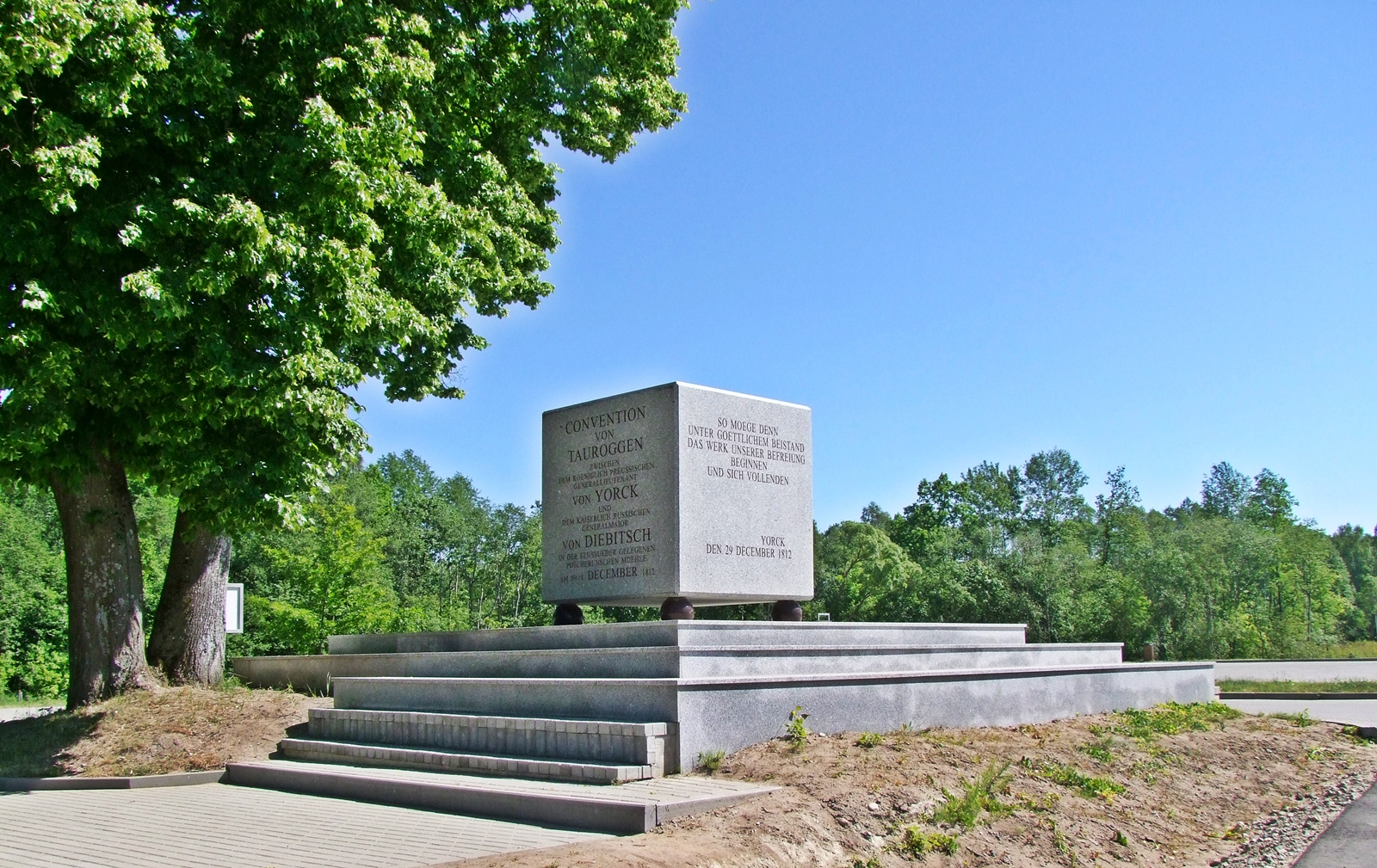
Linde von 1813 und Denkmal von 1912/2012 bei Poscherun, Litauen

Zum 100. Jahrestag der Konvention 1912 wurde am historischen Unterzeichnungsort, der ehemaligen Mühle bei Poscherun (Požerūnai), auf Initiative des Urenkels Heinrich Yorck von Wartenburg (1861–1923) ein Denkmal errichtet. Der zwei Meter hohe Granitwürfel auf vier kleinen Bronzekugeln wurde im Zweiten Weltkrieg 1944 von der Roten Armee zerstört.
Zum 200. Jahrestag der Konvention 2012 wurde das Denkmal auf Initiative des Rotary Clubs Tauroggen (Tauragė) mit Unterstützung der Europäischen Union in deutsch-litauisch-russischer Zusammenarbeit wiedererrichtet. Die 1813 am historischen Unterzeichnungsort gepflanzte Linde gilt als erstes Denkmal für die Befreiung Europas von der Herrschaft Napoleons.

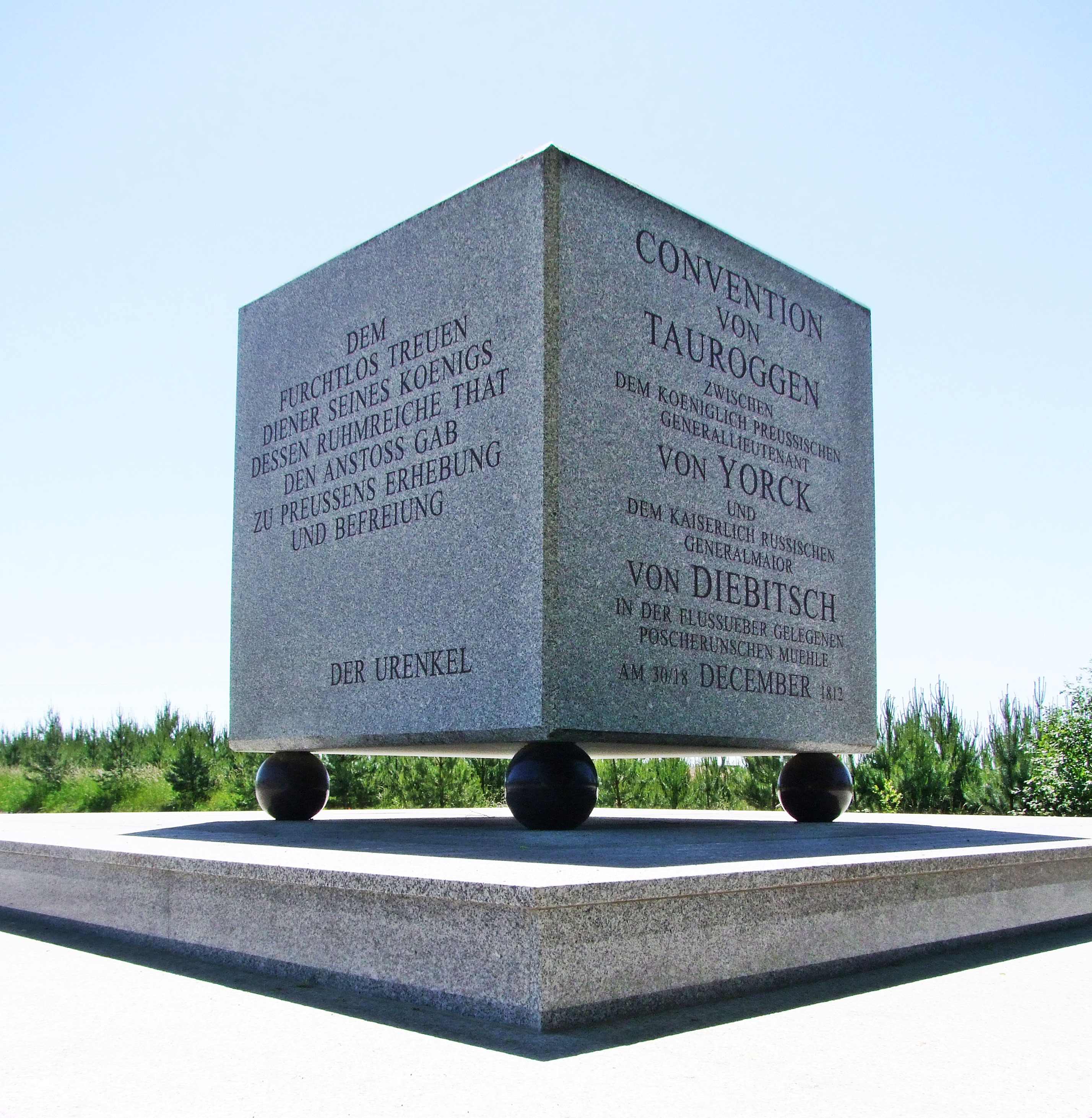
Inschrift des Denkmals von 1912/2012
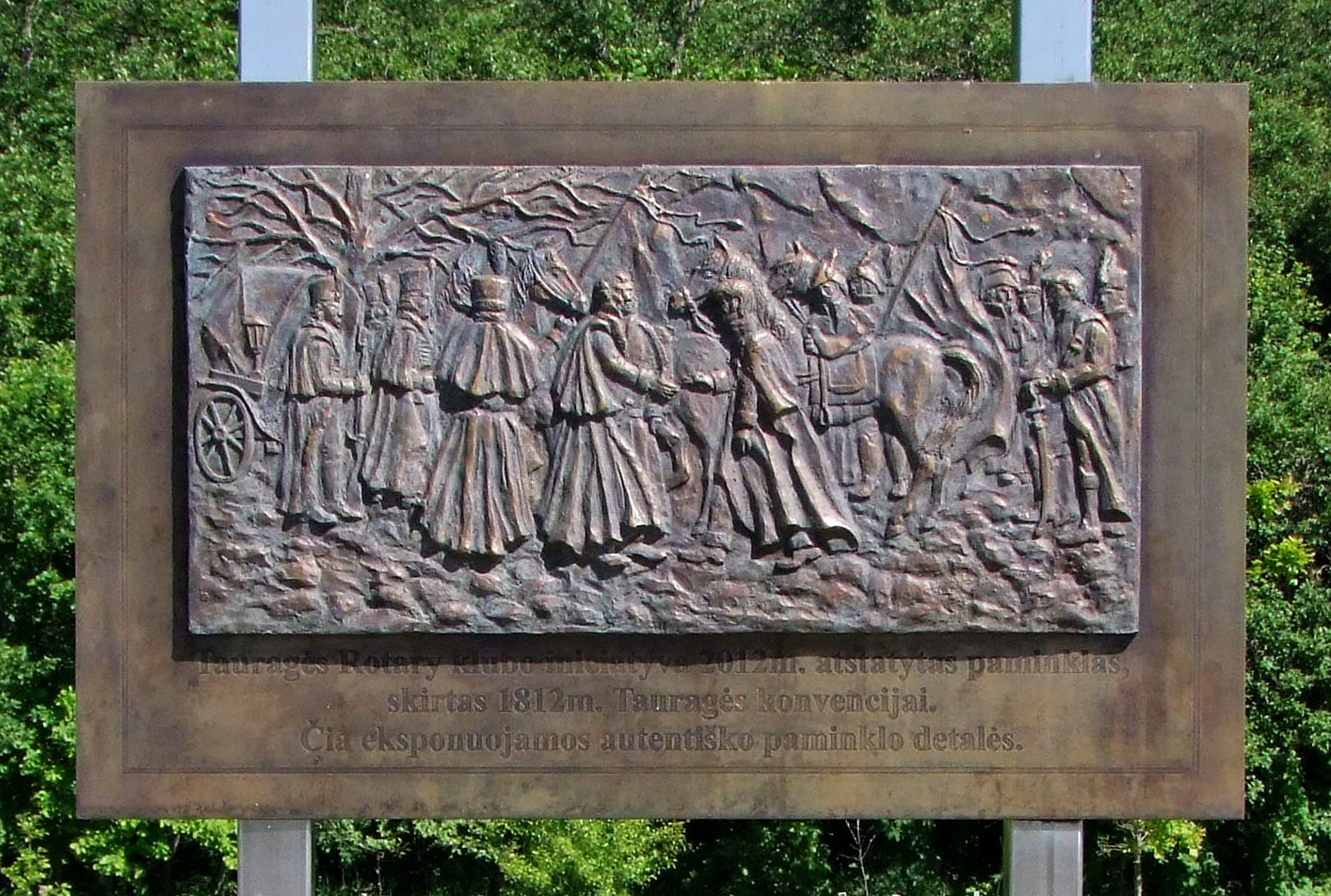
Yorck-Diebitsch-Gedenktafel
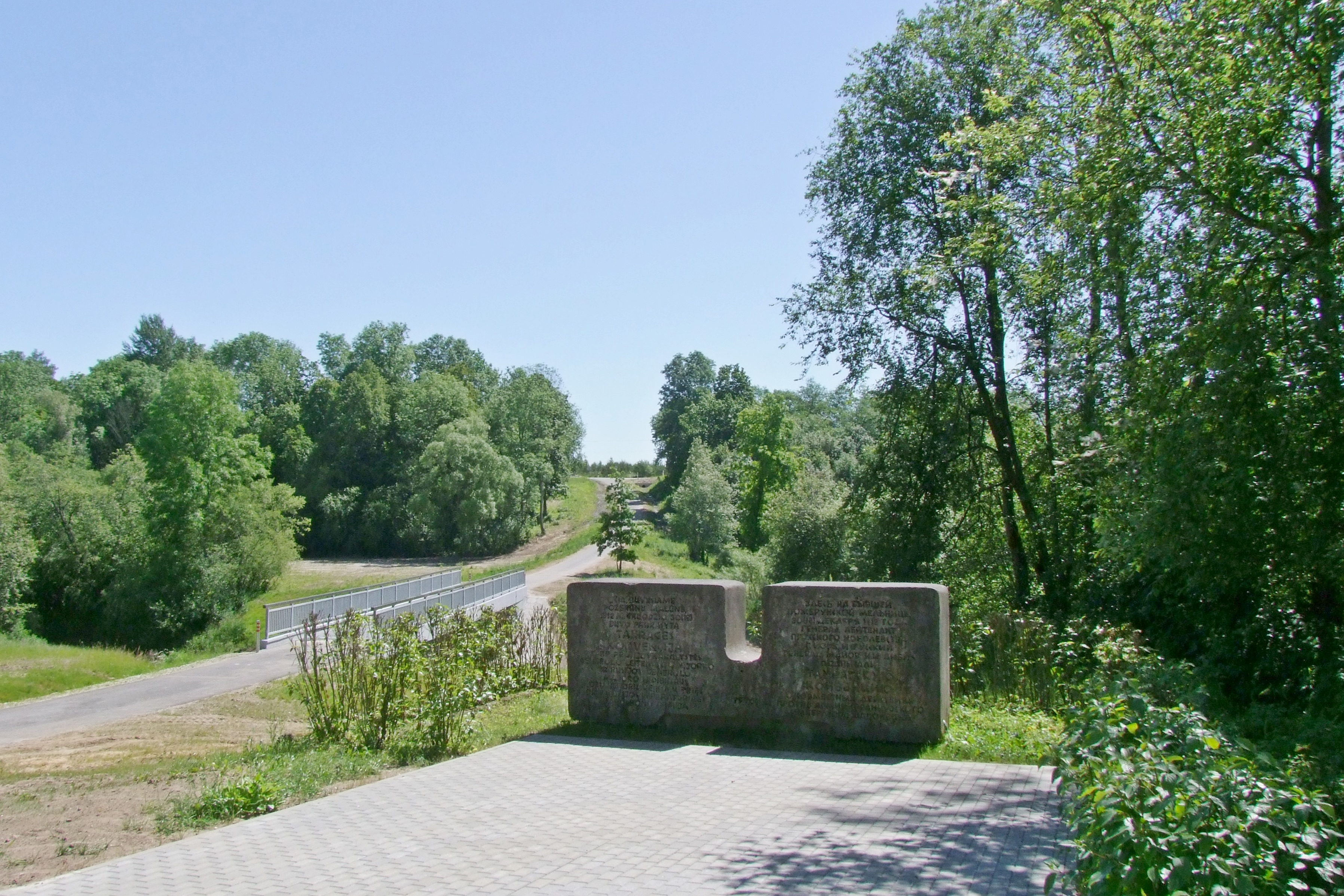
Yorck-Diebitsch-Gedenkstein

### Sonstige
Die Konvention von Tauroggen spielt in dem Roman Der Kommodore von Cecil Scott Forester eine Rolle. Foresters Held Hornblower unterstützt die Russen um Diebitsch und den damals in russischen Diensten stehenden Clausewitz mit seinem Geschwader und ist maßgeblich am Zusammentreffen der russischen Militärs mit Yorck beteiligt.
Auch in Theodor Fontanes Roman Vor dem Sturm geht es um Tauroggen: Die Nachricht vom Abfall trifft auf einer Soiree ein. Auf den Gedanken des selbstherrlichen Aufstandes bereits innerlich vorgeübt, nehmen alsdann altpreußische Adelige den Kampf gegen französische Truppen selbst in die Hand – Tauroggen bekommt hier Vorbildfunktion – und scheitern bei einem Angriff auf Frankfurt (Oder).